# Gaetano Guadagni
Gaetano Guadagni (Lodi, 1728 – Padova, 1792) è stato un cantante castrato italiano.
Castrato, nel 1747 fu scritturato a Parma come contraltista, per poi avviare una carriera itinerante in Europa. Nel 1762 ottenne il suo maggior successo come interprete di Orfeo nell'Orfeo ed Euridice di Gluck.
Negli ultimi anni divenne sopranista.